# Ramus auricularis nervi auricularis posterioris

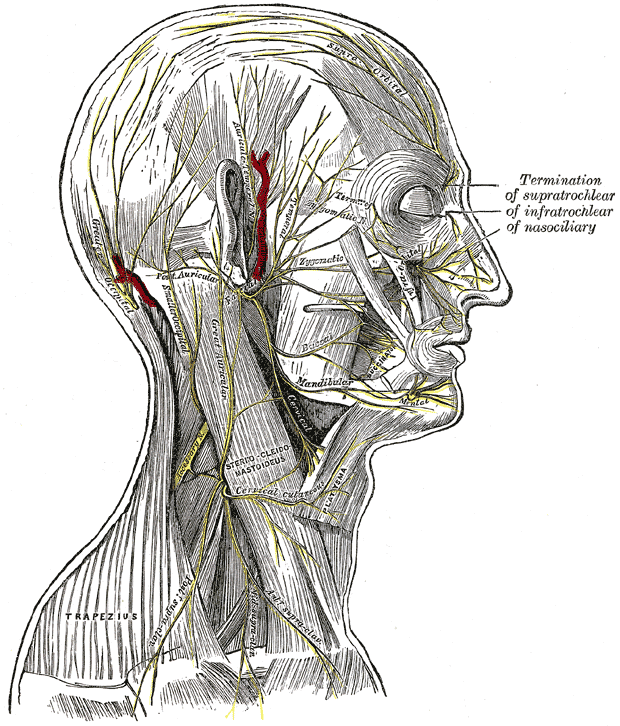
A fej idegi (a fül mögött lehet látni az apró ideget mely felfelé fut)

A ramus auricularis nervi auricularis posterioris egy apró ideg mely a nervus auricularis posteriornak az ága. A fül mögött és a musculus auricularis posterior alatt található. Itt többfelé oszlik. Egy része eléri a fülkagylót, a másik annak szegélyén fut. Az összes a kagyló elülső részét idegzi be.